# Jolly Kaguhangire
Jolly Kamugira Kaguhangire, thường được gọi là Jolly Kaguhangire, là một nữ doanh nhân và là giám đốc điều hành công ty người Uganda. Từ tháng 4 năm 2017, bà là giám đốc điều hành và giám đốc điều hành của Cơ quan đầu tư Uganda (UIA), cơ quan chính phủ chịu trách nhiệm thúc đẩy, thu hút và tạo điều kiện đầu tư vào nền kinh tế quốc gia của Uganda.

## Nền tảng và giáo dục
Bà sinh ra ở khu vực phía Tây của Uganda, vào khoảng năm 1966. Bà theo học các trường tiểu học và trung học Uganda địa phương. Năm 2000, bà tốt nghiệp Cử nhân Quản trị Kinh doanh (BBA) của Đại học Makerere, trường đại học công lập lâu đời nhất và lớn nhất ở Uganda.
Sau đó, Kaguhangire lấy bằng Cao học Quản trị và Quản trị Công, từ Viện Quản lý Uganda (UMI) ở Kampala, thành phố và thủ đô lớn nhất của đất nước này. Bà cũng có bằng Thạc sĩ về Lãnh đạo và Quản lý Tổ chức, do Đại học Công giáo Uganda (UCU) tại Mukono.
Ngoài ra, trong 15 năm đầu của thế kỷ XXI, Kaguhangire đã nhận được nhiều chứng chỉ cho các khóa học mà bà đã thực hiện tại địa phương, khu vực và quốc tế ở các lĩnh vực bao gồm thuế xăng dầu, quản trị doanh nghiệp, lãnh đạo điều hành, phân phối dịch vụ công và quản lý thuế.

## Sự nghiệp
Trong khoảng thời gian chín năm, từ tháng 3 năm 2008 đến tháng 4 năm 2017, Jolly Kaguhangire đã làm việc với tư cách là Trợ lý Ủy viên chịu trách nhiệm quản lý dịch vụ tại Cơ quan thuế URA (Cơ quan Thuế vụ Uganda), cơ quan thuế quốc gia. Trong khi đó, bà và nhóm của bà thực hiện các thay đổi chiến lược và chiến thuật, dẫn đến tăng khoản thu thuế, từ 41 triệu USD năm 2008 lên 1.683 triệu USD vào năm 2015, với số người đăng ký tăng từ 17.479 lên 836.830 trong cùng một khung thời gian. Vào thời điểm bà rời URA, bà giám sát một nhóm làm việc vượt quá 700 người.